# Soaw
Soaw là một tổng của tỉnh Boulkiemdé ở miền trung Burkina Faso. Dân số năm 2005 là 17.004. Thủ phủ của tổng này là thị xã Soaw.

## Các thị xã và các làng
• Soaw • Bokin • Kalwaka • Kolokom • Mongdin • Poéssé • Séguédin • Zoétgomdé